# Frederick Albert Cook
Frederick Albert Cook (Hortonville, New York, 10. lipnja 1865. – New Rochelle, New York, 5. travnja 1940.), američki zemljopisni istraživač i pisac. 
Njegova tvrdnja da je 1908. godine prvi stigao do Sjevernog pola učinila ga je jednom od najkontraverznijih osoba 20. stoljeća.
Cook je diplomirao medicinu na Sveučilištu New York 1890. godine. Kao liječnik sudjeluje u ekspediciji na Arktiku 1891. – 1892. godine, koju je predvodio Robert Edwin Peary.
U periodu 1897. – 1899. godine sudjeluje kao liječnik u belgijskoj ekspediciji na Arkarktiku. Godine 1903., Cook je izveo izveo prvi od nekoliko pokušaja da se popne na vrh Mount McKinley, najviši vrh Sjeverne Amerike. Njegove tvrdnje da se 1906. godine dospio na vrh osporavali (na temelju slika koje je Cook snimao tijekom uspona) su mnogi. Danas se uspjeh prvog uspona na Mount McKinley pripisuje istraživaču Hudsonu Stucku 1913. godine.
Godine 1907. Cook je krenuo na osvajanje Sjevernog pola. U rujnu 1909. godine, Cook je objavio da je stigao na Sjeverni pol 21. travnja 1908. godine u pratnji dva eskima, dakle prije Pearyja. Njegove tvrdnje je odmah osporio Peary. Iako je danas općenito smatra da je Peary prvi dospio do Sjevernog pola, pravu je istinu nemoguće otkriti. Postoji i mišljenje da niti jedan od njh dvojice zbog tadašnjih mjernih instrumenata nije došao točno na Sjeverni pol.
1925. godine Cook je osuđen na zatvor zbog kršenja poštanskog zakona. Pomilovan je 1930. godine, a 1940. godine predsjednik Franklin Delano Roosevelt dodijelio mu je predsjednički oprost.